# 梁文矩
梁文矩（885年—944年1月4日），字德仪，五代十国后梁、后唐、后晋官员，鄆州人。
其父梁景，秘书少监。后梁福王朱友璋喜欢收纳宾客，梁文矩年轻时投靠其门，初试太子校书，转任秘书郎。朱友璋领郓州，表奏为项城县令，移镇徐州，辟梁文矩为从事。朱友璋去世后，梁文矩改任兖州观察判官。晋王李存勖派遣李嗣源袭据郓州，梁文矩以父母在郓州，从小路到郓州，拜见晋王。晋王任命他为天平军节度掌书记，在李嗣源幕下。后唐建立，李嗣源历任汴、恒二镇，梁文矩随府迁职。李嗣源即位，天成初年，授为右諫議大夫，知宣武军军州事，历任御史中丞、吏部侍郎、礼部尚书、西都副留守，判京兆府事，改任兵部尚书。梁文矩希望能担任宰相。石敬瑭自外镇入觐，向明宗李嗣源推荐：“梁文矩早事陛下，很有勤劳，未升相辅，外间有议论。”明宗说：“久忘此人，我之过也。”正要任命，因为他丁忧而止。清泰初年，拜太常卿。石敬瑭即位，授吏部尚書，改太子少师。梁文矩喜好清静之教，所藏道书数千卷，仰慕赤松、留侯张良之事。后得风痹，上章请退，以太子太保致仕，居洛阳。天福八年十二月初六庚戌日，他因病去世，时年五十九岁。赠太子太傅。